# پرچم قلمرو شمالی (استرالیا)
پرچم قلمرو شمالی (استرالیا) در ۱ ژوئیه ۱۹۷۸ پذیرفته شد.این پرچم از دو قسمت نارنجی و مشکی تشکیل شده است.